# 419
Évszázadok: 4. század – 5. század – 6. század
Évtizedek: 370-es évek – 370-es évek – 380-as évek – 390-es évek – 400-as évek – 410-es évek – 420-as évek – 430-as évek – 440-es évek – 450-es évek – 460-as évek
Évek: 414 – 415 – 416 – 417 –  418 – 419 – 420 – 421 – 422 – 423 – 424

## Események

### Nyugat- és Keletrómai Birodalom
- Flavius Monaxiust és Flavius Pintát választják consulnak.
- Honorius nyugatrómai császár Eulaliust nyilvánítja pápának, mert őt előbb választották meg; amikor azonban a másik pápa, Bonifatius hívei felhívják a figyelmét a választás szabálytalanságaira, egy zsinatra bízza a döntést, addig pedig mindkét felet kitiltja Rómából. Eulalius ennek ellenére megtartja a húsvéti misét Rómában, de a császári parancs megszegése miatt elveszti támogatottságát és Bonifatiust ismerik el jogszerűen megválasztott egyházfőnek.

### Kína
- Liu Jü, a Csin-dinasztia hadvezére és régense egy jóslat miatt (miszerint a hajnal után még két császára lesz Kínának) megfojtatja a szellemi fogyatékos An császárt és annak öccsét, Sze-ma Te-vent helyezi a trónra, aki a Kung uralkodói nevet veszi fel.

## Születések
- július 2. – III. Valentinianus, nyugatrómai császár

## Halálozások
- január 28. – Csin An-ti, kínai császár

## Fordítás
- Ez a szócikk részben vagy egészben  a(z)   419 című francia Wikipédia-szócikk ezen változatának fordításán alapul.  Az eredeti cikk szerkesztőit annak laptörténete sorolja fel. Ez a jelzés csupán a megfogalmazás eredetét és a szerzői jogokat jelzi, nem szolgál a cikkben szereplő információk forrásmegjelöléseként.